# Nappanee
Nappanee è una città degli Stati Uniti d'America, situata nello Stato dell'Indiana e in particolare nella contea di Elkhart e in una piccola parte nella contea di Kosciusko.